# Breath of Fire IV
Breath of Fire IV (яп. ブレス オブ ファイアIV うつろわざるもの Бурэсу обу файа IV: уцуровадзарумоно) — японская ролевая игра, разработанная и изданная компанией Capcom для игровой консоли PlayStation, позже переизданная для Microsoft Windows. Четвёртая по счёту часть серии Breath of Fire. Первый релиз состоялся в 2000 году в Японии и Северной Америке, годом позже игра была выпущена в PAL-регионе. Версии для Microsoft Windows вышли в 2003 году только в Японии и PAL-регионе. 6 июля 2011 года игра была выпущена в сети PlayStation Network.
Действие игры происходит в вымышленном фэнтезийном мире. Главный герой игры, молодой человек по имени Рю с группой друзей отправляется в путешествие по следам без вести пропавшей принцессы; позже путешествие превращается в поход против бессмертного императора Фоу-Лу, пробудившимся от многовекового сна и намеренного уничтожить человечество. Игрок поочерёдно получает управление то над Рю и его спутниками, то над антагонистом Фоу-Лу. Как и Breath of Fire III, игра использует сочетание двухмерной и трёхмерной графики и пошаговые бои.

## История разработки
Игра была разработана Capcom Development Studio 3 — внутренней студией Capcom; многие разработчики ранее работали и над Breath of Fire III, в том числе руководитель разработки Макото Икэхара и дизайнер персонажей Тацуя Ёсикава. В мае 1999 года распространялись слухи о том, что игра разрабатывается для ещё не выпущенной PlayStation 2 и должна использовать онлайн-функции консоли, однако в июле того же года игра была анонсирована через журнал Weekly Famitsu как менее амбициозный проект для PlayStation. Разработчики утверждали, что игра уже некоторое время находится в разработке. В конце марта 2000 года игра была представлена на выставке Tokyo Game Show как один из главных предстоящих релизов Capcom, рассчитанных в том числе и на западную аудиторию; английская версия игры была анонсирована заблаговременно — в феврале 2000 года.

## Отзывы и продажи
| Сводный рейтинг       | Сводный рейтинг |
| Агрегатор             | Оценка          |
| --------------------- | --------------- |
| GameRankings          | 81,85 %         |
| Metacritic            | 83 %            |
| Иноязычные издания    |                 |
| Издание               | Оценка          |
| EGM                   | 7,5 / 10        |
| Eurogamer             | 8 / 10          |
| Famitsu               | 31 / 40         |
| Game Informer         | 8,5 / 10        |
| GamePro               | 5 / 5           |
| GameRevolution        | 4 / 5           |
| GameSpot              | 7,5 / 10        |
| IGN                   | 8,2 / 10        |
| Русскоязычные издания |                 |
| Издание               | Оценка          |
| Absolute Games        | 70 %            |

Игра получила положительный приём при первом выходе в Японии и в июле 2000 года входила в список игр-бестселлеров в этой стране. Продажи игры в Японии в 2000 году составили 334 тысячи копий. В сентябре 2002 года японская версия игры была перевыпущена под лейблом PlayStation the Best — так в то время были перевыпущены и многие другие игры для PlayStation, поступавшие в продажу по сниженной цене. Похожим образом версия игры для Windows была перевыпущена в июле 2005 года под лейблом «Quality1980».
Обозреватель AG.ru Андрей Первый в обзоре версии игры для Windows назвал «странным» само решение выпустить на этой платформе только четвёртую часть серии. Он посчитал самой слабой стороной игры графику, выглядевшую устаревшей ещё во времена версии игры для PlayStation и совершенно архаичную для 2003 года. Тем не менее Первый высоко отозвался о сюжете игры и боевой системе, отметив, что в игре есть «труднообъяснимое очарование», заставляющее пройти её до конца.

## Спиноффы и произведения по мотивам
В течение последующих лет Capcom выпустила несколько игр для мобильных телефонов с персонажами Breath of Fire IV. Эти игры не выпускались за пределами Японии и распространялись с помощью сервисов, подобных i-mode. В их число входили:
- Breath of Daifugō (яп. ブレス オブ 大富豪) — карточная игра daifugō, выпущенная в 2003 году[20]
- Breath of Fire: Ryū no Tsurishi (яп. ブレス オブ ファイア 竜の釣り師) — симулятор рыбалки, основанный на мини-игре из Breath of Fire IV и выпущенный в 2005 году[21]
- Breath of Fire IV: Honō no Ken to Kaze no Mahō (яп. ブレスオブファイアIV 炎の剣と風の魔法)[22]
- Breath of Fire IV: Yōsei-tachi to Hikari no Kagi (яп. ブレスオブファイアIV 妖精たちと光のカギ)[23]

В последних двух играх, выпущенных в 2008 году, герои игры должны были исследовать подземелья, сражаясь с врагами в реальном времени. Игра Breath of Fire IV: Yōsei-tachi to Hikari no Kagi также включала в себя управление деревней фей, наподобие соответствующей мини-игры из Breath of Fire IV.